# Ciclocross de Asteasu
El Ciclocross de Asteasu (oficialmente: Asteasuko Ziklo-Krossa) es una carrera ciclista de ciclocrós española que se disputa en la localidad guipúzcoana de Asteasu, en el mes de diciembre o enero.
Se creó en 1999 y ha sufrido varios cambios significativos en sus fechas: primero se disputó el 26 de diciembre, su segunda edición se disputó el 27 de enero de 2001 (de ahí que no se disputase en el 2000), posteriormente hasta el 2004 se disputó el 6 de enero y ya desde el 2005 se disputa el 6 o el 8 de diciembre; este último cambio se hizo con el fin de coincidir en fechas con el Ciclocross de Igorre (se disputa uno o pocos días antes o uno o pocos días después que ese pero nunca con más de 4 días de diferencia entre ambas). Casi siempre ha estado en la última categoría del profesionalismo (excepto en el 2001 y 2002 que fue amateur) primero en la categoría C3 y desde el 2005 en la C2. hasta que desde 2013 volvió a ser amateur.

## Palmarés

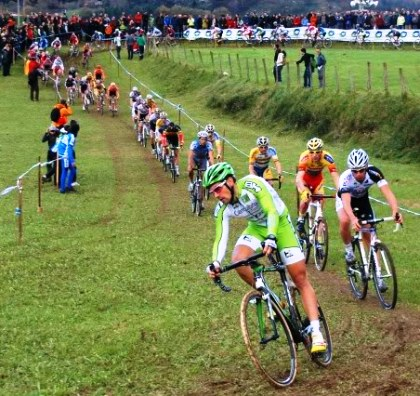
Ciclocross de Asteasu 2011.

En amarillo: edición amateur.
| Año  | Ganador                  | Segundo                   | Tercero                  |
| ---- | ------------------------ | ------------------------- | ------------------------ |
| 1999 | David Seco               | Igor Beristain            | Francisco Mena           |
| 2000 | No se disputó            | No se disputó             | No se disputó            |
| 2001 | David Seco               | José Manuel Osuna         | Francisco Mena           |
| 2002 | Juan Carlos Garro        | Aitor Hernández           | Iñigo Zarrabeitia        |
| 2003 | David Seco               | Erwin Vervecken           | Régis Duros              |
| 2004 | Wesley Van Der Linden    | David Seco                | Arnaud Labbe             |
| 2005 | Wesley Van Der Linden    | Ryan Trebon               | David Seco               |
| 2006 | Christian Heule          | Radomír Šimǔnek           | Kamil Ausbuher           |
| 2007 | Sven Nys                 | Sven Vanthourenhout       | Radomír Šimǔnek          |
| 2008 | Bart Wellens             | Sven Nys                  | Klaas Vantornout         |
| 2009 | Sven Vanthourenhout      | Sven Nys                  | Klaas Vantornout         |
| 2010 | Sven Nys                 | Katrien Pauwels           | Niels Albert             |
| 2011 | Egoitz Murgoitio         | Aitor Hernández           | José Antonio Hermida     |
| 2012 | Egoitz Murgoitio         | Aitor Hernández           | Constantino Zaballa      |
| 2013 | Javier Ruiz de Larrinaga | José Antonio Diez Arriola | Asier Arregi             |
| 2014 | Aitor Hernández          | Javier Ruiz de Larrinaga  | Ismael Felix Barba       |
| 2015 | Aitor Hernández          | Felipe Orts               | Javier Ruiz de Larrinaga |
| 2016 | Ismael Esteban           | Stan Godrie               | Aitor Hernández          |

## Palmarés por países
| País    | Victorias |
| ------- | --------- |
| España  | 9         |
| Bélgica | 6         |
| Suiza   | 1         |